# Kamil Vacek
Kamil Vacek est un footballeur international tchèque né le 18 mai 1987 à Ústí nad Orlicí.

## Biographie
Formé au Sigma Olomouc, il est prêté en 2006 à l'Arminia Bielefeld. En 2007, il rejoint les rangs du Sparta Prague. Le 26 août 2011, il signe pour quatre saisons au Chievo Vérone. Le transfert est évalué à 2M€.

## Carrière
- 2005-2006 : Sigma Olomouc  Tchéquie
- 2006-2007 : Arminia Bielefeld  Allemagne
- 2007-2011 : Sparta Prague  Tchéquie
- 2011-2013 : Chievo Vérone  Italie
- depuis 2013 : Sparta Prague  Tchéquie

## Palmarès
- AC Sparta Prague:
  - Championnat de Tchéquie: Champion en 2010 et 2014
  - Coupe de Tchéquie: Vainqueur en 2008 et 2014
  - Supercoupe de Tchéquie: Vainqueur en 2010[2],[3]